# Apatity
Apatity (ryska: Апатиты, betyder direktöversatt: Apatiter) är en stad i Murmansk oblast i Ryssland. Staden ligger vid östra sidan av insjön Imandra, sydväst om Chibinybergen och runt 23 km väst om Kirovsk. Folkmängden uppgick till 57 398 invånare i början av 2015.
Apatity grundlades 1935 och fick stadsstatus 1966. Flygplatsen Kirovsk Apatity ligger vid staden.
Apatity blev Bodens tredje vänort och avtalet skrevs 1992. 